# Wiesel (pantservoertuig)
De Luftlandepanzer (LLPz) Wiesel (IPA: [ˈʋiːsəl̩]) is een Duits licht pantserrupsvoertuig (Kleinpanzer) dat sinds 1990 in gebruik is bij het Duitse leger als wapenplatform (Waffenträger). Het voertuig is niet amfibisch. Er zijn twee versies in gebruik: de kleinere Wiesel 1 en de grotere Wiesel 2. Van beide versies bestaan verschillende varianten.
De Wiesel voertuig doet qua uiterlijk en afmetingen sterk denken aan de Vickers Armstrong lichte tank en de daaraan gerelateerde Vickers Carden Loyd tankette uit de jaren ‘30 van de 20e eeuw. De Wiesel is echter een totaal nieuw ontwerp van Rheinmetall Landsysteme GmbH, een dochteronderneming van Rheinmetall AG.
Het Amerikaanse leger heeft zeven stuks gekocht voor beproevingen.
Het voertuig is genoemd naar de wezel, die in het Duits "Wiesel" genoemd wordt.

## Ontwikkeling

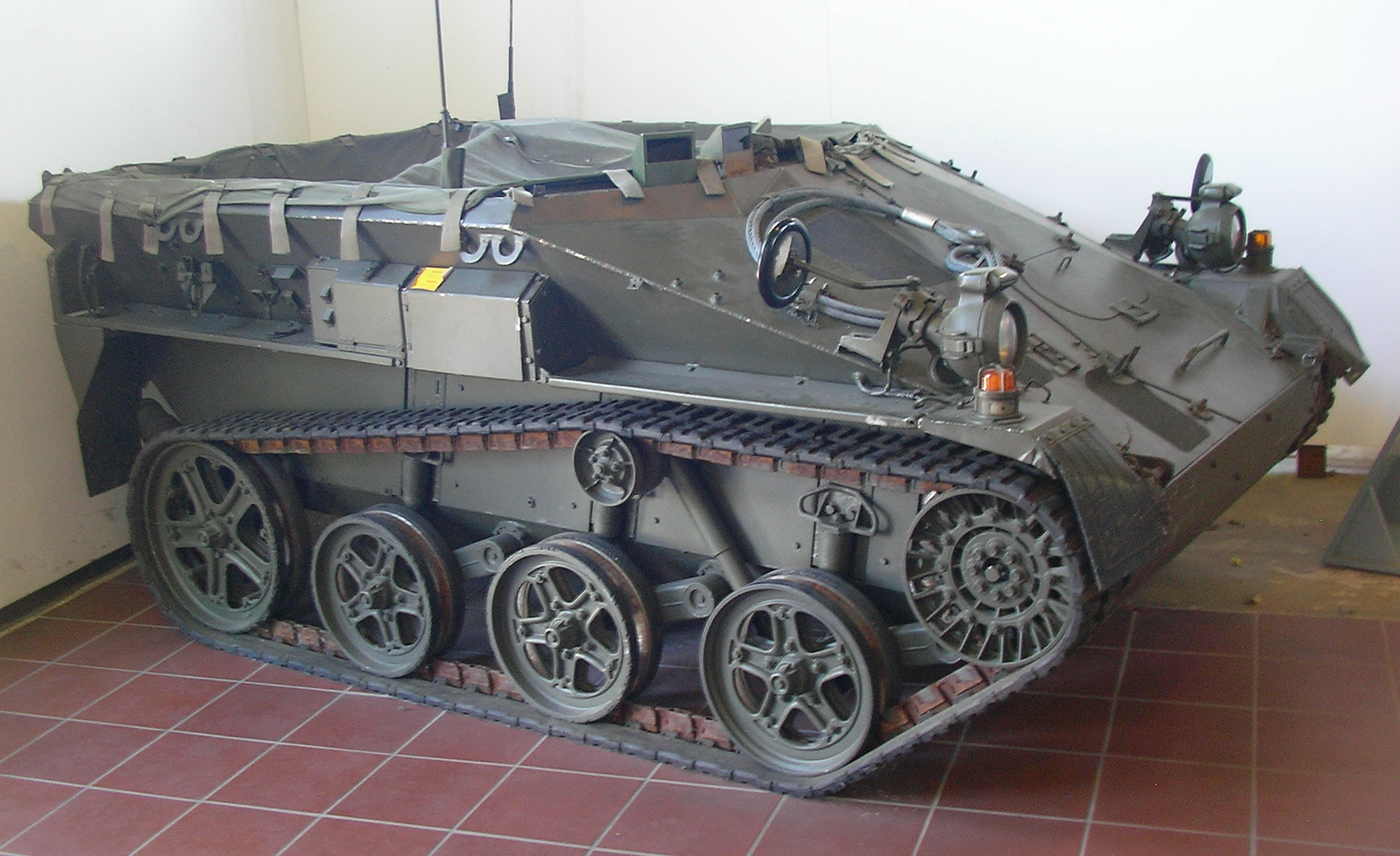
Wiesel 1, prototype „PT 06“ van Porsche

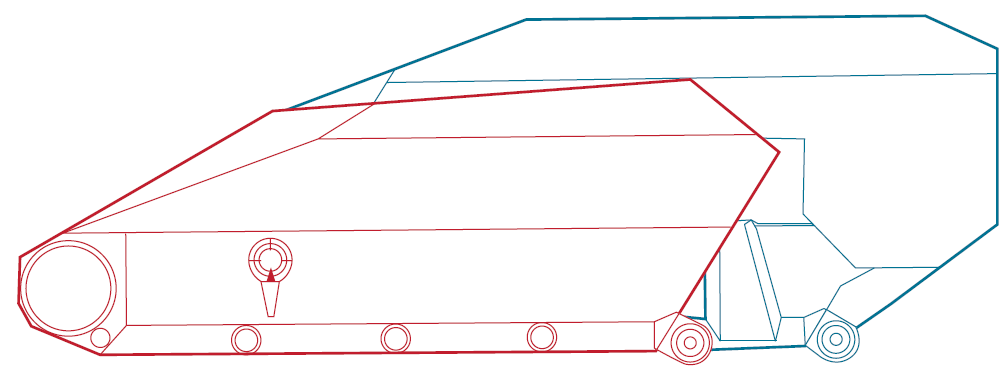
De silhouetten van de Wiesel 1 (rood) en Wiesel 2 (blauw)

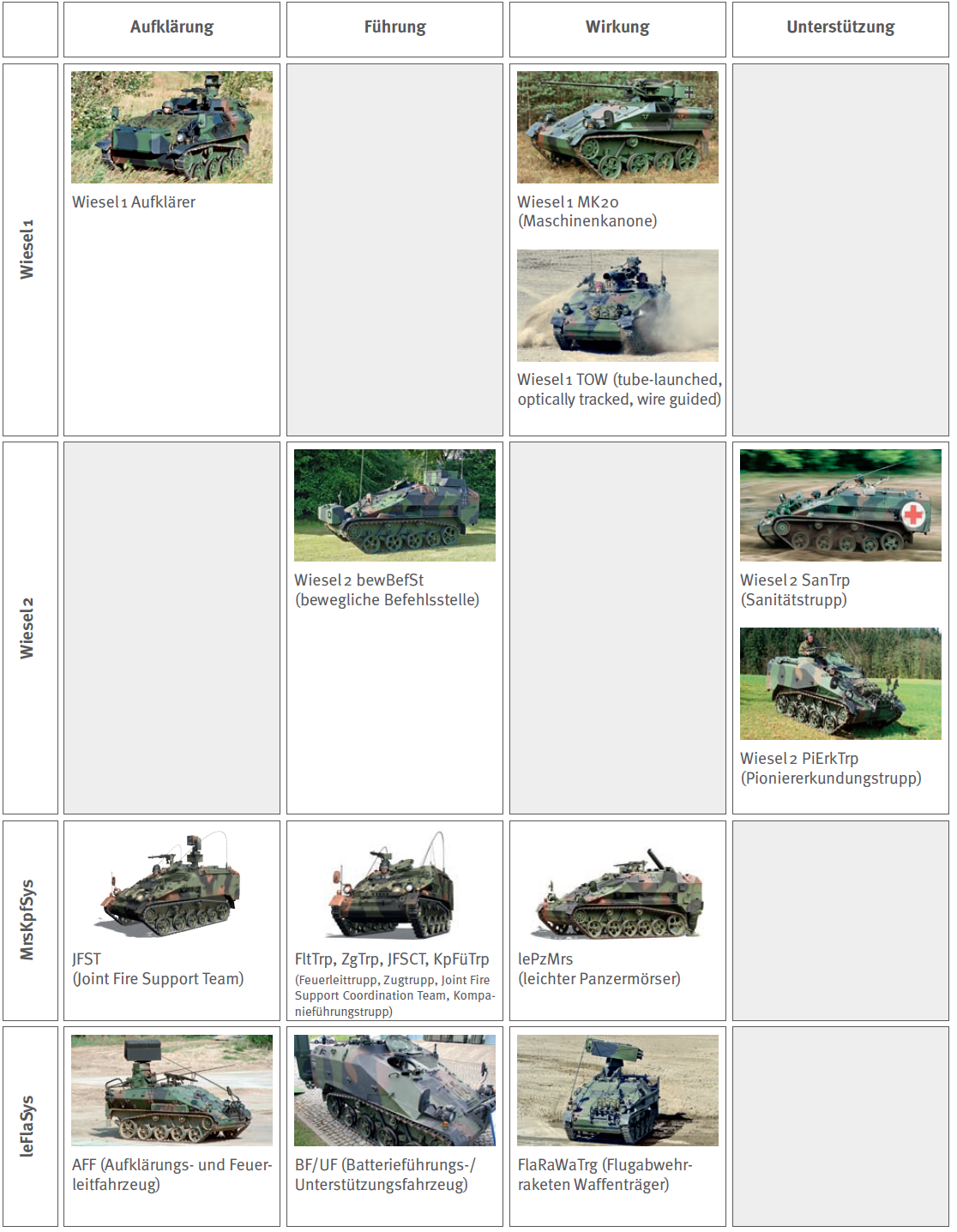
Overzicht van de Wiesel-voertuigfamilie

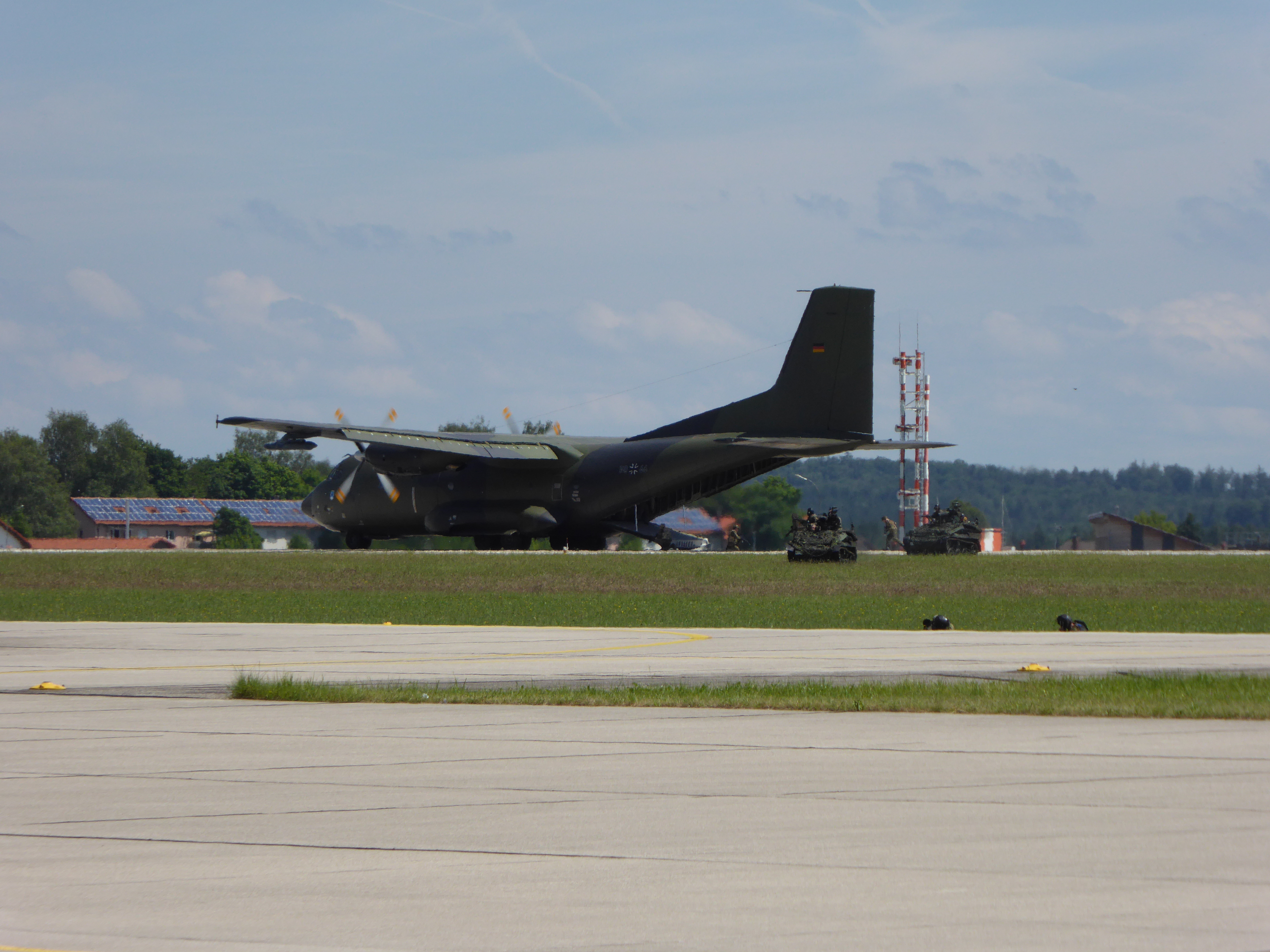
2 Wiesels worden gelost door een Transall C-160 op een open dag van de Bundeswehr (2017)

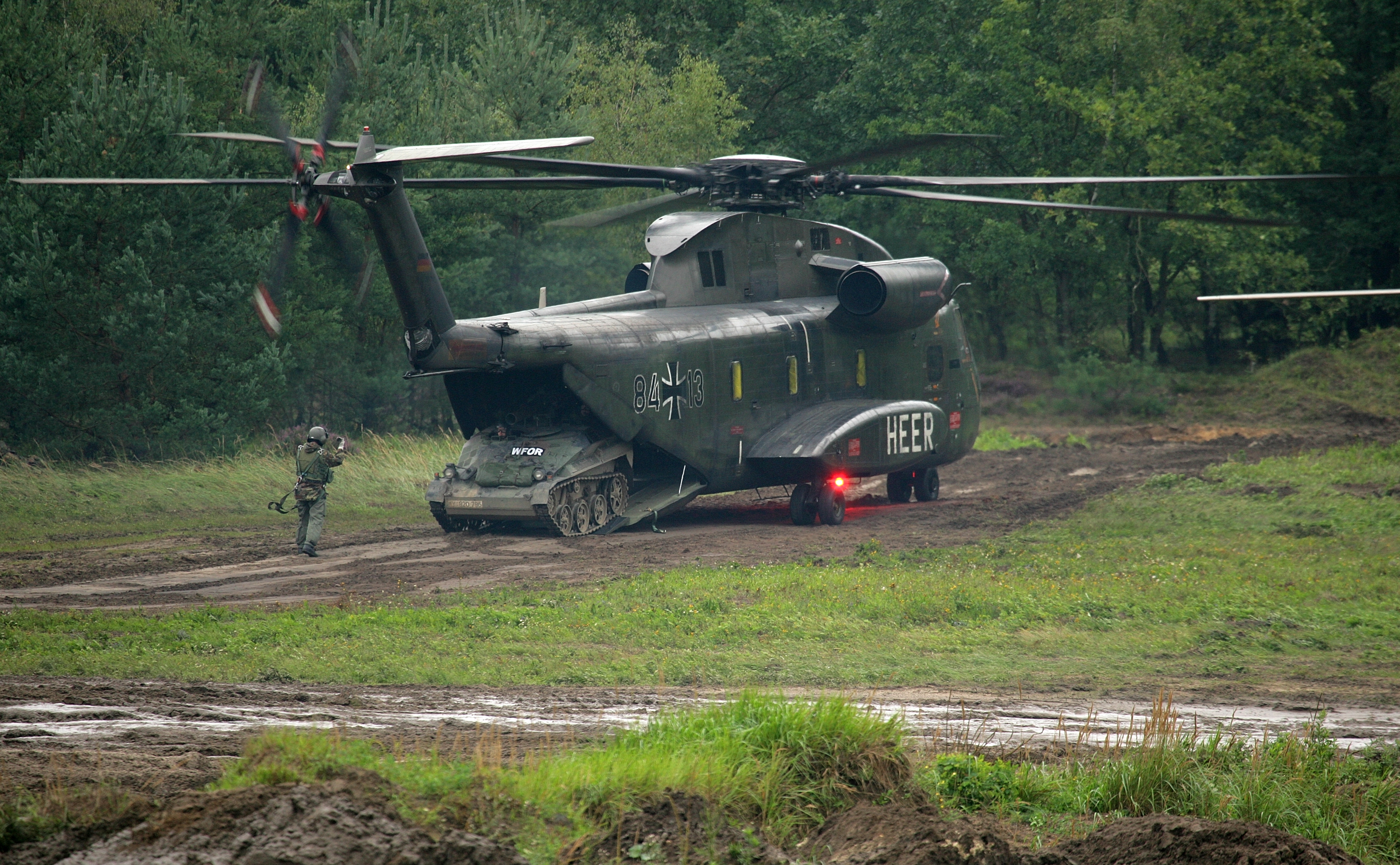
Een Wiesel wordt gelost door een Sikorsky CH-53G Sea Stallion transporthelikopter

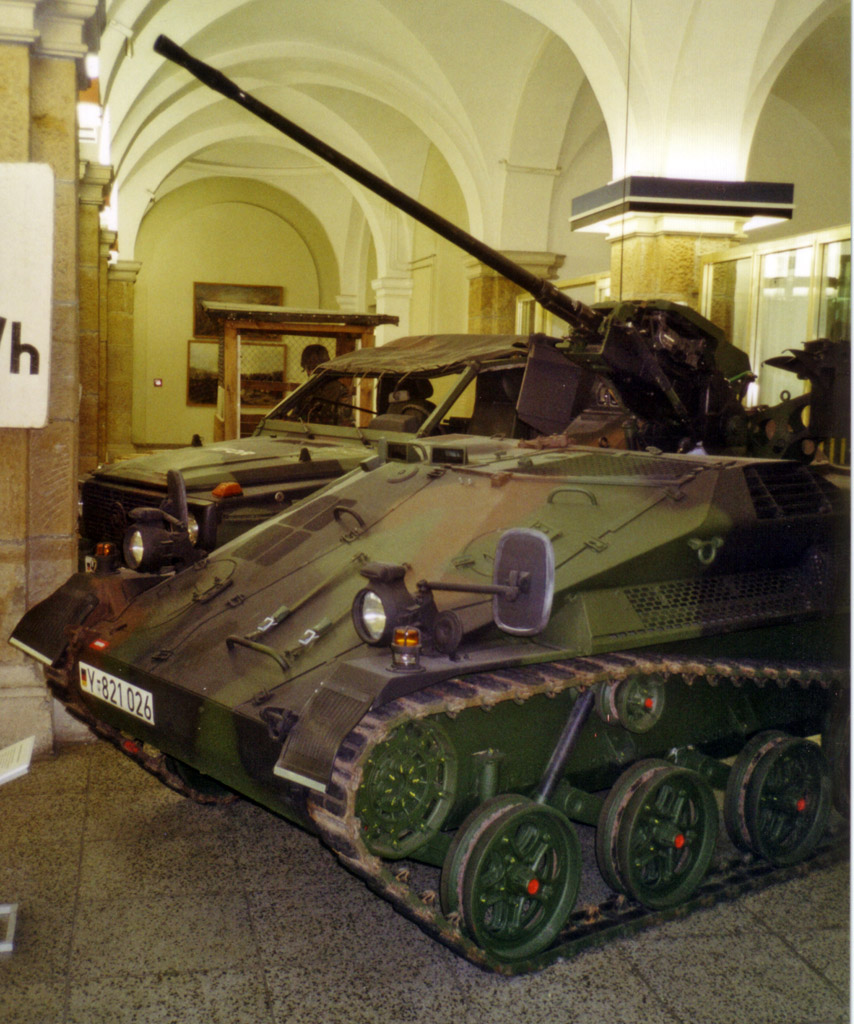
Wiesel 1 MK20

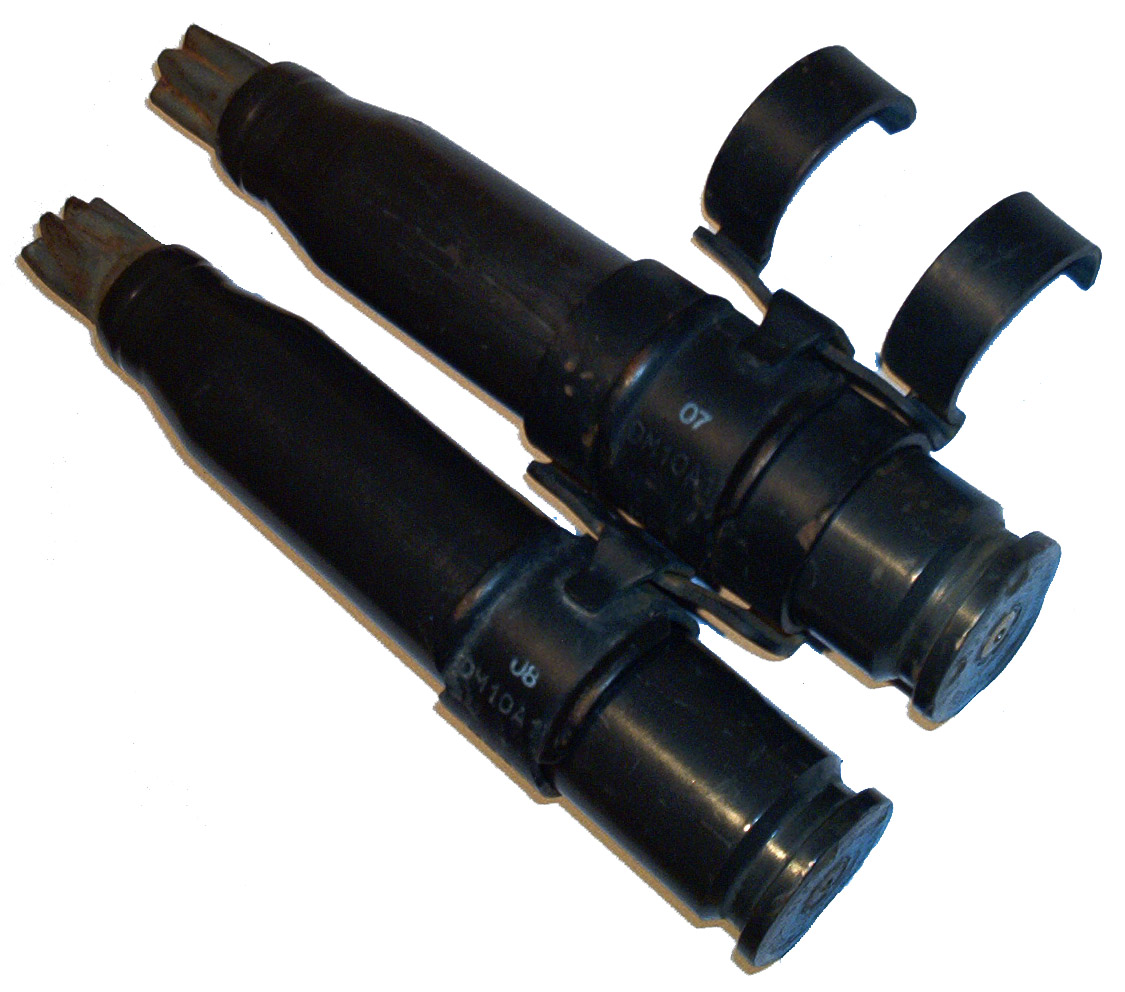
Oefenmunitie 20mm voor Wiesel 1 MK20

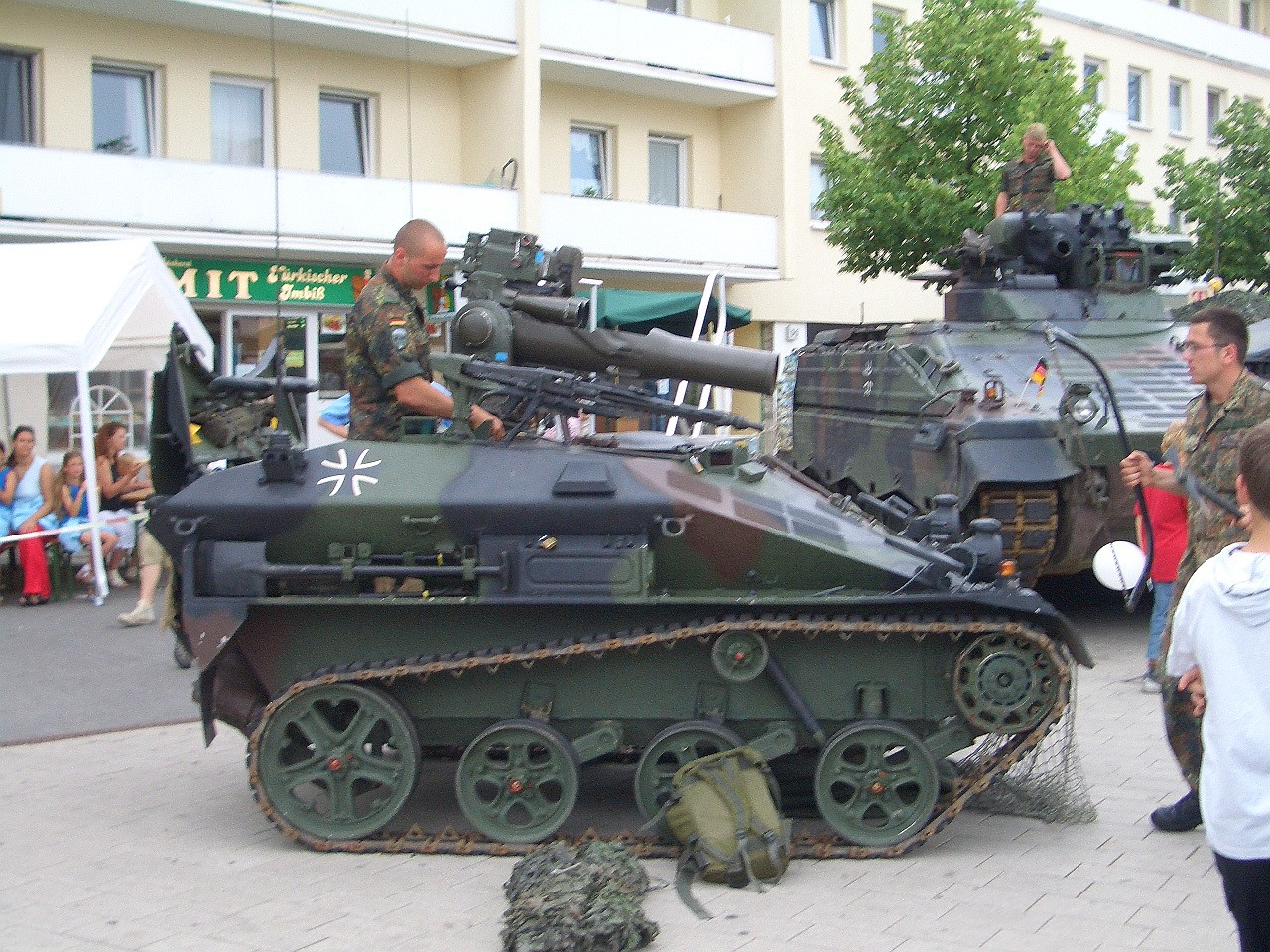
Wiesel 1A1 TOW, uitgerust met de MG3 affuit

In 1977 ontwikkelde de Bundeswehr een concept van een klein gepantserd rupsvoertuig, als vervanging voor het Kraka (Kraftkarre) wielvoertuig van de luchtlandingstroepen. Het concept voorzag een snel en licht voertuig met enige bescherming tegen handvuurwapens en granaatscherven, dat via luchttransport kon worden vervoerd. Het eerste idee voor het concept dateerde van 1969, en al in 1970 onderzocht Porsche de haalbaarheid ervan. Toen bleek dat een dergelijk voertuig 6-7,5 ton zou wegen, waardoor er slechts één in een Transall C-160 of Lockheed C-130 Hercules transportvliegtuig vervoerd zou kunnen worden. Daarop werd een pakket van eisen opgesteld:
- Luchttransport ook mogelijk in een Sikorsky CH-53G Sea Stallion transporthelikopter, dus gewicht maximaal 6 ton en beperkte afmetingen
- Middels transportparachute afwerpbaar
- Bewapening met 20 mm snelvuurkanon Rh202 MK20, antitanksysteem HOT en mortier 120 mm

Porsche ging hier mee verder, maar ontwikkelde tegelijkertijd een voertuig met een totaalgewicht van 2,75 ton, een totale lengte van 3,30 m en een romphoogte van 1,30 m. Hiervan zouden twee stuks tegelijk in een helikopter of transportvliegtuig kunnen passen.

### Project “Waffenträger LL”
Na de eerste presentatie van de onderzoeken, werden de eisen opnieuw gewijzigd. Zo moest in plaats van een antitanksysteem HOT nu een antitanksysteem TOW met een munitievoorraad van 14 raketten beschikbaar zijn, werd de bemanning drie, en het gevechtsgewicht maximaal 2,5 ton. Bovendien moesten er twee stuks als inwendige lading in een helikopter of vliegtuig passen, en moest het voertuig ook externe last onder een helikopter vervoerd kunnen worden, en gedropt door middel van een transportparachute. Eisen voor een versie met 20 mm snelvuurkanon Rh202 MK20 en 120mm mortier vervielen.
Op 5 juli 1973 werd de aanbesteding voor het project Waffenträger LL uitgeschreven. Porsche, Faun, GST, IBH en Rheinstahl ontwikkelen een voertuig en presenteerden hun offertes. Behalve het wielvoertuig van Faun, waren alle aanbiedingen lichte rupsvoertuigen. Op 18 april 1974 werd Porsche de opdracht gegund, waarbij ook een variant met een 20 mm snelvuurkanon Rh202 MK20 werd besteld. Op 27 juni 1974 werd het contract getekend.
In eerste instantie werden 270 voertuigen besteld, waarvan 170 met TOW en 100 met snelvuurkanon 20 mm Rheinmetall snelvuurkanon Rh202 MK20 (Maschinenkanone 20mm). In april 1975 werd een extra bestelling gedaan van nog eens 230 Wiesels MK 20. Het totale aantal kwam daarmee op 500
Op 2 oktober 1975 presenteerde Porsche in samenwerking met Keller und Knappich Augsburg (KUKA) het eerste houten model op ware grootte, terwijl de eerste zes prototypes werden vervaardigd. In oktober 1976 begonnen de eerste wegtesten in het ontwikkelcentrum van Porsche te Weissach, gevolgd door technische beproevingen door Wehrtechnische Dienststelle 61 van de Bundeswehr van februari 1977 tot mei 1978. Het bedrijf Techdok werkte samen met KUKA aan de technische handleidingen. In 1977 begonnen op de Schule Technische Truppe 1 in Aken en bij de Luftlande- und Lufttransportschule (LL/LTS) in Altenstadt de troepenbeproevingen.
In het voorjaar van 1978 begonnen de voorbereidingen voor serieproductie, maar in 1979 werd het project om kostentechnische reden stopgezet. Om de ontwikkelingsresultaten niet verloren te laten gaan ontving Porsche een bestelling voor de afwikkeling van het project "Waffenträger MK20/TOW".

### project “Waffenträger MK20/TOW”
Twee jaar later werd echter duidelijk dat de vervanging van de Kraka onvermijdelijk was. In juni 1981 werd het project "Waffenträger MK20/TOW" daarom opnieuw opgestart, waarbij 19 voorstellen van Duitse en buitenlandse bedrijven onderzocht werden.
Met de nieuwe tactische eisen van 11 maart 1983 werd opnieuw een concept- en definitiefase voor een "Waffenträger MK20/TOW".geïnitieerd. Het bleek dat de Wiesel en een gepantserd wielvoertuig op basis van de Mercedes-Benz G even goed voldeden. Daarom werd er nog geen contract toegekend, en werden er verdere vereisten gedefinieerd:
- Luchttransporteerbaar, twee voertuigen in een Sikorsky CH-53G Sea Stallion
- Vuren met het 20 mm snelvuurkanon Rh202 MK20 enkelschots, snelvuur en korte vuurstoten
- Terreinvaardigheid vergelijkbaar met die van de Volkswagen Iltis
- Gebruik van in de handel verkrijgbare benzine- of dieselmotoren
- Gebruik van een automatische transmissie
- Uitrusting van de MK-versie met warmtebeeldapparatuur, en het wapen uitwisselbaar met een 25mm kanon
- TOW 2 i.pv. TOW 1
- Installatie van radioapparatuur van de SEM 80/90

In mei 1984 werd een model met een kanon en een dichte bovenzijde gepresenteerd onder de naam MK20 oben geschlossen, maar dit prototype was nog steeds te hoog, dus werden het wapen en de richtapparatuur naast elkaar geplaatst in het torentje. Het laden en lossen in een Sikorsky CH-53G Sea Stallion werd hierdoor vergemakkelijkt, en de ballistische bescherming verbeterd. Inmiddels was bepaald dat gevechtsvoertuigen alleen nog mochten worden uitgerust met dieselmotoren. Daarom werden een dwarsgeplaatste 2-liter 5-cilinder turbodiesel lijnmotor van Audi en een ZF 3 HP 22 automatische transmissie met 3 versnellingen van de firma ZF (Zahnradfabrik Friedrichshafen).geïnstalleerd. Deze veranderingen leidden echter tot een gewichtstoename, die moest worden gecompenseerd in de constructie en door nieuw, lichter, pantserstaal.

### Concept “Waffenträger Wiesel”
Nadat de beproevingen waren voltooid, werd het concept 'Waffenträger Wiesel' aanbevolen voor de invoering bij de luchtlandingstroepen. De opgegeven redenen waren:
- Ballistische bescherming rondom[4]
- Klein formaat en daarom laag silhouet
- Laag gevechtsgewicht
- Lage bodemdruk
- Luchttransporteerbaar als interne en externe lading
- Twee Wiesels tegelijk transporteerbaar op een 10-ton vrachtwagen
- Hoge wegsnelheid en goede terreinvaardigheid
- Weinig geluid
- Hetzelfde chassis voor beide varianten
- Gebruik van in de handel verkrijgbare onderdelen

In april 1985, werd het ontwikkelingscontract aan Porsche toegekend. In maart 1986 werd een wapensysteem overgedragen voor beproevingen en systeemtesten aan de Wehrtechnische Dienststelle (WTD) 91 für Waffen und Munition (Defensie Techniek Afdeling 91 voor wapens en munitie) en WTD 41 für Kraftfahrzeuge und Panzer (Defensie Techniek Afdeling 41 voor motorvoertuigen en tanks). Het chassis volgde eind juni 1986.
Door de lange ontwikkelingsfase verliepen de beproevingen zonder grote problemen, wat de tijdige troepenbeproeving Taktik und Logistik in de herfst van 1986 mogelijk maakte. Het leveringscontract werd ondertekend op 21 december 1988.

### Constructie
Vanwege de eis om de Wiesel in een Sikorsky CH-53G Sea Stallion te kunnen vervoeren, heeft de Wiesel een lichtgewicht constructie. Deze bestaat uit een zelfdragende romp gemaakt van pantserplaten van verschillende dikte. Het biedt de bemanning beperkte bescherming tegen scherven en infanterie-munitie. De Wiesel 1 heeft geen rookgranaatlanceerinrichting. Het voertuig heeft voor twee of in sommige uitvoeringen drie bemanningsleden, wat als nadeel heeft dat de commandant tevens boordschutter is.
Net als bij de Leopard voertuigfamilie zijn de motor, de automatische transmissie, het luchtfiltersysteem, het uitlaatsysteem en de aandrijf- en stuursysteem in één pakket gecombineerd. Dit pakket bevindt zich linksvoor in het voertuig. Met snelkoppelingen kan het pakket binnen tien minuten vervangen worden. De chauffeur zit rechts van het motorcompartiment en beschikt over 3 periscopen. De bemanning en apparatuur bevinden zich aan de achterkant van het voertuig. Op de romp zijn hijsogen gelast waarmee het voertuig door een helikopter opgetild, of in een helikopter of vliegtuig vastgesjord kan worden.
Zoals alle onderdelen, is ook het loopwerk licht van gewicht. De aandrijving gebeurt via de aandrijfwielen aan de voorzijde van het voertuig. Afhankelijk van het type voertuig, zijn er drie (Wiesel 1), vier of vijf loopwielen (Wiesel 2), elk aan een torsiegeveerde arm voorzien van een schokdemper. Aan de achterzijde van het voertuig bevinden zich de spanwielen, die tevens als achterste loopwiel fungeren. Boven de loopwielen bevinden zich één (Wiesel 1) of twee (Wiesel 2) toprollers. Oorspronkelijk was de Wiesel voorzien van een rubberen rupsband van de firma Kluth, maar deze werd later vervangen door metalen rupsbanden van de firma Diehl (type 622 met eindverbinders)

### Productie
De serieproductie werd gedaan door Krupp en MaK (Maschinenbau Kiel) (sinds 1992 onderdeel van Rheinmetall Landsysteme GmbH). Het totale aantal bedroeg 343 voertuigen, waarvan 133 Wiesel 1 MK met 20 mm snelvuurkanon Rh202 MK20, 186 Wiesel 1 TOW, 24 Wiesel 1 lesvoertuigen. De levering vond plaats in de jaren 1990 tot 1992.
Zeven extra Wiesel 1 voertuigen werden geleverd aan de Verenigde Staten.

#### Modificaties
Al in 1981 concludeerde Porsche dat voor meer varianten het nodig zou zijn het voertuig aan te passen. Een ontwerp voor een bergingsvoertuig had een aanzienlijk vergrote Wiesel 1-romp.
Begin jaren ‘90 onderkende de Bundeswehr een groeiende behoefte aan gepantserde luchttransportbare voertuigen. Om hieraan te voldoen, ontwikkelde het bedrijf MaK in eigen beheer het eerste prototype van de toekomstige Wiesel 2.
Dit prototype werd ontwikkeld als een pantserinfanterievoertuig en had een bijna dubbel zo groot interieurvolume als de Wiesel 1. Hiervoor werd de romp van het voertuig verlengd en werd een vierde loopwiel ingebracht. Doordat het voertuig langer is kan er slechts één Wiesel 2 worden getransporteerd in een Sikorsky CH-53G Sea Stallion. Ook werd de motor en de transmissie vervangen door een Volkswagen 1,9-liter TDI motor met een ZF LSG 300/4 automatische transmissie met 4 versnellingen van de firma ZF (Zahnradfabrik Friedrichshafen).Het nieuwe voertuig is voorzien van airconditioning, zodat het onder verschillende klimaatgebieden kan worden gebruikt. Bovendien is het NBC-beveiligd.
De Bundeswehr bestelde de Wiesel 2 voor het lichte luchtverdedigingssysteem LeFlaSys. Dit werd in 2004 geleverd. Daarna volgden andere varianten van de Wiesel 2.
De recentste ontwikkeling van het voertuig is het Mörserkampfsystem (MrsKpfSys) (mortiergevechtssysteem), dat in 2011 geleverd is. De romp is hiervoor opnieuw verlengd en er is een vijfde loopwiel toegevoegd. Het voertuig is ook zwaarder. Deze variant wordt toch gerekend tot de Wiesel 2-familie, omdat er verder weinig veranderingen zijn.

### Algemeen
De Wiesels zijn standaard gespoten in het driekleurenvlekkenpatroon (de standaard-NAVO-camouflagekleuren teerzwart, mosgroen en bronsbruin). Er zijn echter ook voertuigen in andere kleuren, bijvoorbeeld effen legergroen. Bij inzet tijdens sommige vredesoperaties worden voertuigen wel wit of in woestijncamouflagekleuren gespoten.

Op beide zijkanten van de voertuigen is het “Schwarzes Kreuz”, het herkenningsteken van de Bundeswehr, aangebracht.

Alle Wiesels beschikken over oorlogs- of verduisteringsverlichting en een afzonderlijk te bedienen kruislicht. De Wiesel 2’s hebben een rookgranaatlanceerinrichting met 4 bussen voorop het voertuig.

## Gebruik
De Wiesel is een licht luchttransporteerbaar pantserrupsvoertuig. Het werd voornamelijk ontwikkeld voor de Fallschirmjäger (parachutisten) van de Bundeswehr, maar wordt inmiddels ook gebruik bij de Jägertruppe (verkenningseenheden) en de Gebirgsjäger (bergtroepen). De Wiesel wordt gebruikt bij de antitankverdediging, voor vuursteun, het bewaken van gebieden en objecten, bij controleposten en voor konvooibegeleiding en -bescherming.
De Wiesel heeft een hoge vermogen/gewicht ratio van ±23 kW/t, waardoor een maximumsnelheid van ±80 km/u bereikt wordt. Door een lage bodemdruk van 3,5 N/cm² is het voertuig erg terreinvaardig, en behaalt in het terrein een snelheid van ongeveer 50 km/u. Het kleine formaat maakt het gemakkelijk om het voertuig verdekt op te stellen. In de regel treden Wiesels altijd in tweetallen op om elkaar te kunnen beveiligen.
Een Sikorsky CH-53G Sea Stallion middelzware transporthelikopter kan twee Wiesel 1’s of één Wiesel 2 intern vervoeren, of één Wiesel met haken als een externe lading ('slingload' of ‘underslung load’) onder het toestel. Een Transall C-160 transportvliegtuig kan vier Wiesel 1’s vervoeren, terwijl de C-130 Hercules plaats biedt aan drie voertuigen. Ook kan de Wiesel met parachutes gedropt worden, maar daarmee werd gestopt nadat vier voertuigen waren beschadigd tijdens beproevingen, en omdat deze manier van inzet minder belangrijk was.
De Wiesel werd en wordt door de Bundeswehr gebruikt bij vele buitenlandse missies, zoals UNOSOM II, IFOR, SFOR, KFOR, Task Force Harvest en ISAF.

## Varianten

### Wiesel 1

#### Wiesel 1 MK
De Wiesel 1 MK is bedoeld om vuursteun te verlenen aan infanterie en voor het bestrijden van ongepantserde doelen, gepantserde doelen en laag vliegende vliegtuigen en helikopters. “MK” staat voor Maschinenkanone (duits voor snelvuurkanon). Het belangrijkste wapen van de Wiesel 1 MK bestaat uit een Rheinmetall 20 mm snelvuurkanon Rh202 MK20, dat geïnstalleerd is in een eenmans E6-II-A1 toren van de firma KUKA (sinds 1999 onderdeel van Rheinmetall). Het azimut (de breedterichting) van het wapen is 110° naar links of rechts, en eleveert van −10° tot +45°. Aan de zijkant van het wapen bevinden zich twee munitietrommels met links 60 pantserdoorborende patronen met harde kern (AP) en rechts 100 brisantpatronen (HE). Een dubbele aanvoerinrichting maakt het mogelijk snel te wisselen tussen beide soorten. De Wiesel 1 MK is voorzien van nachtzichtapparatuur in de vorm van een PERI Z-59 beeldversterker.
In februari 2002 ondergingen de voertuigen een gevechtswaardeverbetering, en werden daarna aangeduid als Wiesel 1A1 MK. 76 Voertuigen ontvingen betere nachtzichtapparatuur, het Autonome Optronische Zielsystem (AOZ 2000) van STN Atlas Elektronik GmbH, met laserafstandsmeter (LAM), warmtebeeldapparaat en vuurleidingscomputer.
In 2006 werden in totaal 53 voertuigen uitgerust met het richtapparaat PERI Z17 BM48 WBG (dagzichtkijker met vier- en achtvoudige vergroting en derde generatie warmtebeeldapparatuur) van Rheinmetall. Deze werden aangeduid als Wiesel 1A2 MK.
Met de introductie van het commando- en informatiesysteem Führungsinformationssystem des Heeres (FüInfoSys H) vanaf 2006 veranderde de aanduiding van de geconverteerde Wiesels in Wiesel 1A3 MK (AOZ 2000 met FüInfoSys) en Wiesel 1A4 MK (PERI Z17 met FüInfoSys).
De bemanning bestaat in uit twee man: chauffeur en commandant/boordschutter. Tot de taken van de commandant behoren het leiden van voertuig, het observeren van het slagveld, het bestrijden van doelen en het onderhouden van de communicatie op maximaal twee radionetwerken. De werkdruk die dit met zich meebrengt beperkt de inzetmogelijkheden van het voertuig.
Overzicht Wiesel 1 MK versies
- Wiesel 1 MK – oorspronkelijke productieversie met Rheinmetall 20 mm snelvuurkanon Rh202 MK20
- Wiesel 1A1 MK – Wiesel 1 MK KWS, o.a. met een Autonomen Optronischen Zielsystem (AOZ 2000)
- Wiesel 1A2 MK – Wiesel 1 MK KWS, opgewaardeerd met de PERI Z17 BM48 WBG
- Wiesel 1A3 MK – Wiesel 1A1 voorzien van FüInfoSys H
- Wiesel 1A4 MK – Wiesel 1A2 voorzien van FüInfoSys H

#### Wiesel 1 TOW
Het anti-tank raketsysteem TOW is gemonteerd op een in hoogte verstelbaar kolomaffuit. Het wapensysteem bestaat uit de lanceerbuis en het dag/nacht-warmtebeeldrichtsysteem AN/TAS 4. Het azimut (de breedterichting) van het wapen is 45° naar links of rechts, en eleveert van −10° tot +10°. Officieel kunnen er maximaal zes projectielen meegevoerd worden, vijf in het voertuig en één buiten aan de achterzijde, maar als er een projectiel meegevoerd wordt in het wapensysteem dan kunnen er totaal zeven meegevoerd worden. De voertuigcommandant leidt het voertuig en de bemanning, verzorgt de communicatie, overziet het terrein en is ook de schutter van het wapensysteem.
Als secundaire bewapening heeft de Wiesel 1 TOW een 7,62 mm Rheinmetall MG3 machinegeweer. Oorspronkelijk was het voertuig niet met een MG3 uitgerust, maar er werd later een affuit aangebracht bij de positie van de lader. De aanduiding van de voertuigen met MG3 werd "Wiesel 1A1 TOW". Met de introductie van het commando- en informatiesysteem Führungsinformationssystem des Heeres (FüInfoSys H) vanaf 2006 veranderde de aanduiding van de geconverteerde Wiesels in Wiesel 1A2 TOW
Overzicht Wiesel 1 TOW versies
- Wiesel 1 TOW – oorspronkelijke productieversie met TOW
- Wiesel 1A1 TOW – Wiesel 1 TOW uitgerust met een MG3 als secundaire bewapening
- Wiesel 1A2 TOW – Wiesel 1A1 TOW voorzien van FüInfoSys H

#### Wiesel 1 FsPz (lesvoertuig)
Het Wiesel 1 FsPz (Fahrschulpanzer) lesvoertuig wordt gebruikt voor de rijopleiding van chauffeurs. Als basis werd het chassis van de Wiesel 1 TOW gebruikt. Bij de lesvoertuigen ontbreken wapen- en communicatiesystemen en achterluiken. In plaats daarvan werd aan de achterzijde van het voertuig een cabine met airconditioning en grote glazen ramen gemonteerd. In de cabine is plek voor de rijinstructeur en één passagier, meestal een tweede leerling. De rijinstructeur beschikt in de cabine over dubbele bediening inclusief een stuur, en over eigen buitenspiegels waarmee hij op soortgelijke wijze als bij civiele rijlesvoertuigen kan ingrijpen tijdens het rijden. Het voertuig is aan voor- en achterzijde voorzien van een wit bord met rode tekst 'fahrschule'.

#### Wiesel 1 SpPz (verkenningsvoertuig)
Het Wiesel 1 SpPz (Spähpanzer) pantserverkenningsvoertuig is een omgebouwde Wiesel 1 TOW voor de Luftlandeaufklärungskompanien (LLAufklKp), de verkenningseenheden van de Duitse luchtlandingstroepen. Het voertuig heeft vele aanpassingen ondergaan. Het wapensysteem werd verwijderd, het dak verhoogd en er werden een hybride navigatiesysteem, een Autonomes Optronisches Zielsystem (AOZ 2000) met tv-camera, infraroodcamera en laserafstandsmeter (LAM) en een Führungs-, Kommunikations- und Informationssystem (FaKoM), geïnstalleerd. De verkenningsoptiek bevindt zich in een beweegbare kop op een tot 3m hoogte uitschuifbare mast. Voor communicatie is het verkenningsvoertuig uitgerust met HRM 7400 en SEM 80/90 radio’s van Standard Elektrik Lorenz AG (SEL) (vanaf 1992 “Alcatel SEL AG”, sinds 2014 Thales). De bewapening is een MG3 op ringaffuit. In juli 2001 leverde Rheinmetall het eerste testvoertuig af aan de Luftlandeaufklärungskompanie 310 (LLAufklKp 310). In totaal zijn er 16 Wiesel 1 SpPz geleverd.

#### Wiesel 1 concepten en prototypen
Zoals ook bij andere Duitse systemen, werd de geschiktheid van de Wiesel 1 voor verschillende doeleinden onderzocht.
BTM 208
Deze als verkenningsvoertuig (Spähpanzer) ontworpen variant had een eenmans toren van de firma SAMM, voorzien van een Browning M2HB .50 (12,7 mm) machinegeweer.
BTM-263 Mortierträger
Deze versie had ook een eenmans toren van de firma SAMM. Het voertuig was aangepast om een 60 mm mortier en een FN MAG 7,62mm machinegeweer mee te voeren
Flakpanzer Wiesel 1
Dit voertuig was een wapenplatform met een raketlanceerinrichting voor de luchtdoelraket Mistral.
Sanitätspanzer Wiesel 1
Een voertuig voor een militaire arts. Vergelijkbaar met het concept van een noodarts
Bergepanzer Wiesel 1
Dit was een concept voor een bergingstank had een draaibare kraan en een lier.
Nachschubpanzer Wiesel 1
Dit was een concept voor een transportvoertuig voor munitie.
Jagdpanzer Wiesel 1
Voorzien van een MILAN anti-tank raketsysteem op draaibare dubbelaffuit
Wiesel Gefechtsfeldradar
Uitgerust met de Duits-Franse artillerie-radar RATAC (Radar de tir l'artillerie de campagne) zou dit voertuig gebruikt worden voor gevechtsveldbewaking, doeldetectie en –identificatie en -classificatie en voor het leiden van artillerievuur.
ATM HOT
Een universeel voertuig voor verkenning, antitank, bewaking en observatie. Voorzien van een uitschuifbare mast met warmtebeeldapparatuur, goniometer met tv-camera, laserafstandsmeter (LAM) en bewakingscamera. Bewapend met een Browning M2HB .50 (12,7 mm) machinegeweer en HOT anti-tank raketsysteem.
RMK 30
Testvoertuig met een terugstootarm 30 mm snelvuurkanon RMK 30 als bewapening. Deze werd in november 2004 gepresenteerd.
Detektorfahrzeug
Onbemande Wiesel 1 uitgerust met een geïntegreerde bodemradar en metaaldetector. Het voertuig wordt vanuit een TPz 1 Fuchs pantserwagen op afstand bestuurd en gebruikt voor de detectie van IED’s.
DIOK
Demonstratorfahrzeug Innovatives, Optimiertes Kettenlaufwerk: testvoertuig van FFG (Flensburger Fahrzeugbau Gesellschaft) voor het testen van aandrijfconcepten. Bestaat uit een verlengde Wiesel 1 MK, waarin het aandrijfsysteem sterk veranderd is: in plaats van drie loopwielen plus een spanwiel zijn er vijf loopwielen en een spanwiel, en in plaats van één toproller zijn er drie. Ook wordt er een andere rupsband gebruikt. De bediening zou daardoor gemakkelijker moeten zijn. Bovendien kan, indien nodig, een extra elektrische aandrijving worden getest (foto's en beschrijving:).

### Wiesel 2

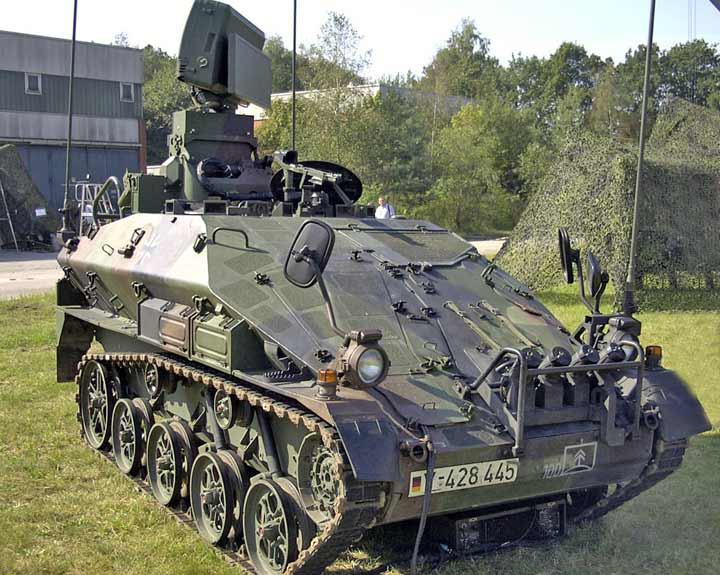
Wiesel 2 AFF van het LeFlaSys

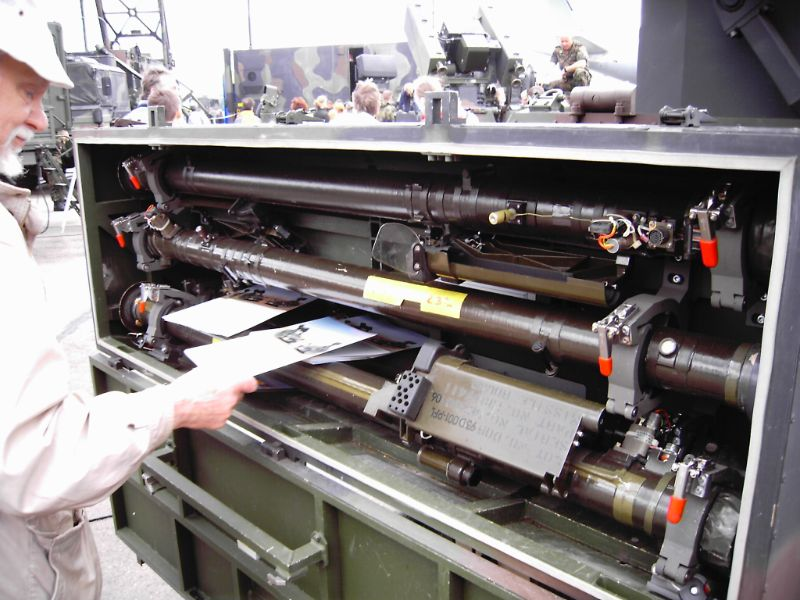
Stinger in munitiekast van de „Ozelot“

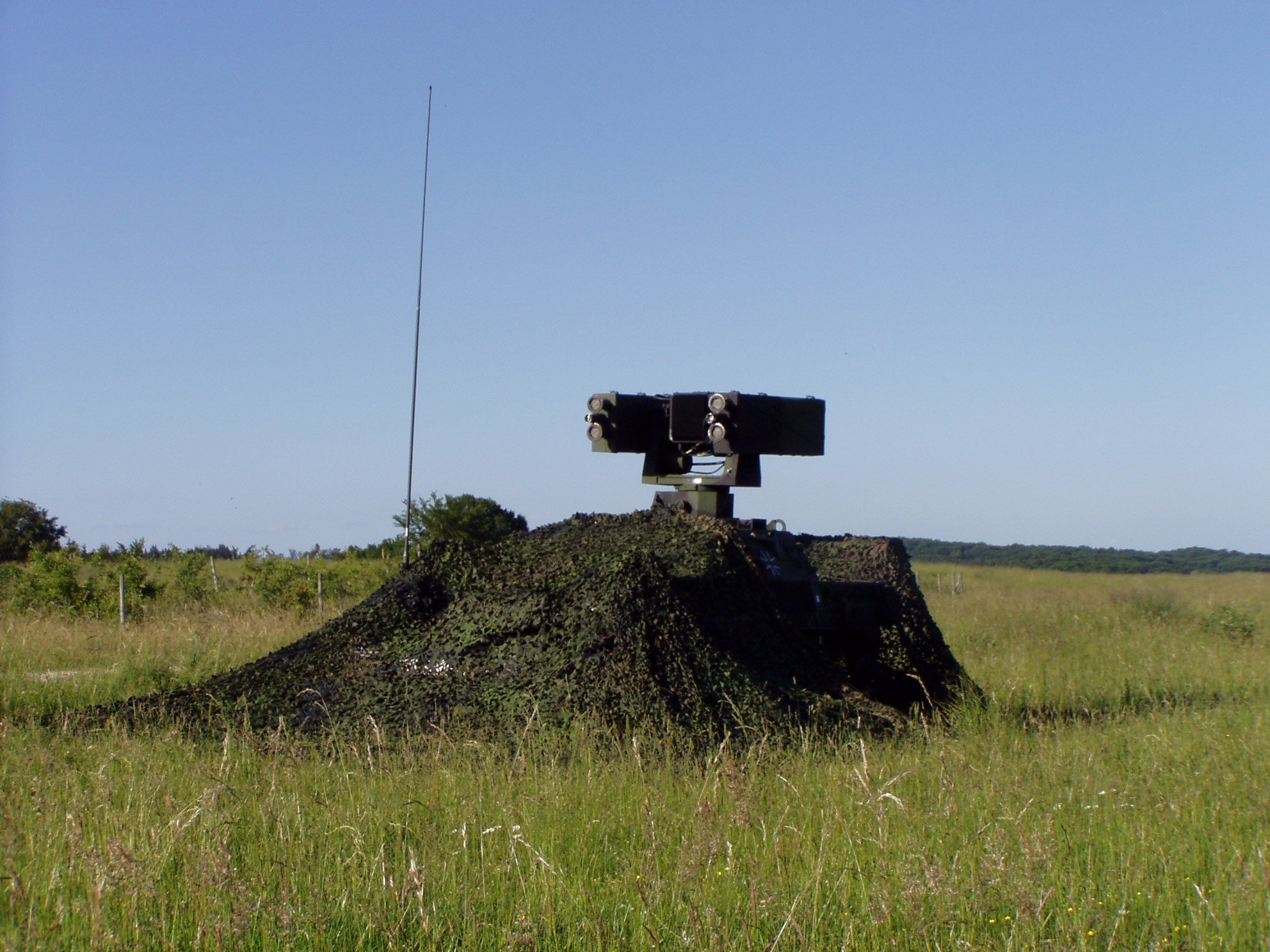
Wiesel 2 „Ozelot“ in 2007

#### Licht luchtverdedigingssysteem Ozelot
Het Leichte Flugabwehr System (LeFlaSys) „Ozelot“ is een gepantserd luchtdoelraketsysteem voor korte afstand. Het is ontwikkeld op basis van de Wiesel 2 van de Bundeswehr. Het wordt gebruikt door de 3./FlaRakGrp 61 in Todendorf. In totaal werden 67 Wiesel 2 voertuigen aangekocht voor het LeFlaSys, waarvan er 50 voorzien werden van de ASRAD.
Het systeem is genoemd naar de ocelot, die in het Duits "Ozelot" genoemd wordt.

Het LeFlaSys „Ozelot“ bestaat uit drie verschillende types voertuigen op basis van de Wiesel 2. Daarnaast is er een interface-voertuig op basis van de Mercedes-Benz G’. Alle drie Wiesel 2 types hebben een MG3 machinegeweer voor zelfverdediging en een rookgranaatlanceerinrichting:
- Wiesel 2 BF/UF Batterijcommando- en ondersteuningsvoertuig (Batterieführungs- und Unterstützungsfahrzeug)
- Wiesel 2 AFF Radar-, (pelotons)commando- en vuurleidingsvoertuig (Aufklärungs-, Führungs- und Feuerleitfahrzeug) voorzien van HARD[15] 3D AESA[16] radar- en vuurleidingssysteem van Saab Microwave Systems (voorheen Ericsson Microwave Systems).
- Wiesel 2 Ozelot Wapenplatform ASRAD (FlugabwehrRaketenWaffenträger Ozelot (FlaRaWaTrg Ozelot))
- Schnittstellenfahrzeug Interface-voertuig Mercedes-Benz G, een lichte variant van het interfacesysteem FAST[17]

##### Ontwikkeling
Begin jaren ‘90 bleek dat de Bundeswehr bij-missies in het buitenland over onvoldoende luchtafweergeschut beschikte. De op dat moment bij de Bundeswehr in gebruik zijnde systemen bleken ongeschikt voor de nieuwe taken waarbij mobiliteit en luchttransporteerbaarheid vereist waren. Daarom begon de firma STN Atlas Elektronik GmbH in Bremen in 1992 met de ontwikkeling van een licht luchtafweer systeem. Na een aanbestedingsproceduren in april 1994 op basis van een pakket van tactische-technische eisen werd de aanbieding van het consortium STN Atlas/Wegmann in februari 1995 gekozen. Al in december 1996 werden de eerste troepenbeproevingen gehouden en in 1998 werd het systeem besteld. De systemen werden in 2001 geleverd.
Het totaal aantal is 50 wapenplatforms „Ozelot“, 10 AAF voertuigen en 7 BF/UF voertuigen geleverd. Daarnaast nog 4 „Schnittstellen“ en 9 „WSA“ voertuigen op basis van de Mercedes-Benz G 7,5kN.

##### Wiesel 2 Ozelot
De Wiesel 2 Ozelot is het wapenplatform van het systeem en is uitgerust met het ASRAD (Advanced Short Range Air Defense) systeem van de firma STN Atlas Elektronik GmbH. De ASRAD bestaat uit een 360° horizontaal draaibare en van −10° tot +70° eleveerbare viervoudige lanceerinrichting (Mehrfaltige Startrohrsystem (MSS)/Multi Launcher System (MLS)). De lanceerinrichting is rechtsachter op het voertuig gemonteerd en wordt voor transport naar links over het voertuig gevouwen worden. Met het systeem worden Stinger luchtdoelraketten afgevuurd.
De Ozelot kan doelen tot een afstand van zes kilometer bestrijden. Voor de spraak- en dataverbinding met de AFF is de Ozelot uitgerust met twee VHF radio’s (een SEM 90 en een SEM 93 van Standard Elektrik Lorenz AG (SEL) (vanaf 1992 “Alcatel SEL AG”, sinds 2014 Thales). De Ozelot kan ook onafhankelijk van de AFF luchtdoelen detecteren en bestrijden. Voor het detecteren beschikt het over een Thales (voorheen Pilkington) Optronics ADAD passief infrarood zoek-en-volgsysteem (infrared search and track system (IRST)), dat linksachter op het voertuig gemonteerd is en voor transport naar achteren omlaag geklapt kan worden.

Voor het volgen ven doelen heeft het een gestabiliseerde warmtebeeldsensor (FLIR), tv-camera en een laserafstandsmeter (LAM) ) waarmee doelen automatisch gevolgd kunnen worden (dual mode autotracking).

Het systeem bepaalt automatisch de afstand en richting van het doel en heeft “second shot capability” op hetzelfde doel.

Ten slotte beschikt het over een PLGR AN-PSN11 GPS systeem van Rockwell Collins en een Honeywell tactical advanced land inertial navigator (TALIN) navigatiesysteem.

##### AFF (Aufklärungs-, Führungs- und Feuerleitfahrzeug)
De Wiesel 2 AFF bewaakt het luchtruim, detecteert en identificeert luchtdoelen, leidt het peloton en verzendt doelinformatie naar de Ozelot. Hiervoor beschikt de AFF over een HARD (Helicopter, Airplane Radio Detection) 3D AESA (Active Electronically Scanned Array) radarvuurleidingssysteem van Saab Microwave Systems (voorheen Ericsson Microwave Systems) met X-band zoekradar waarmee het mogelijk is om luchtdoelen te detecteren tot een afstand van 20km en een hoogte van 5000m. Het systeem kan tegelijkertijd doelen volgen en detecteren ( track-while-scan). De zoekradar wordt voor transport naar achteren oplaag geklapt en rust dan op een beschermend rek.
Een geïntegreerd MSR 200 XE IFF-systeem maakt het mogelijk bevriende toestellen te onderscheiden. Het voertuig is uitgerust met vijf uitgerust met vijf SEM 90/93 VHF radio’s om de Ozelot-wapendragers aan te sturen en om data uit te wisselen. Een AFF kan maximaal 8 Ozelots aansturen.

##### BF/UF (Batterieführungsfahrzeug / Unterstützungszelle „Flugabwehr“)
Vanuit de Wiesel 2 BF/UF of FlaFührungs (FlaFü) Wiesel wordt de samenwerking tussen pelotons van een batterij gecoördineerd. Het heeft drie VHF radio’s (één SEM 90 en twee SEM 93) SEM 90/93.

##### SF (Schnittstellenfahrzeug)
Het Schnittstellenfahrzeug of FAST lvb interface-voertuig Mercedes-Benz G is de lichtgewicht variant van het interfacesysteem FAST. Via dit voertuig kan de lichte luchtverdedigingsbatterij (Leichte Flugabwehr-Raketen-Batterie) worden geïntegreerd in het geïntegreerde luchtverdedigings systeem Heeresflugabwehr-Aufklärungs- und Gefechts-Führungssystem (HFlaAFüSys). Ook is het mogelijk om verbinding te maken met netwerken van geallieerde strijdkrachten.
De LLAPI, de eigenlijke interface, wordt met een datakabel verbonden met de interface van de andere eenheid. Voor de data-uitwisseling met de eigen eenheid is het voertuig uitgerust in totaal vier SEM 93 VHF radio’s.

##### Inzet
De Ozelots worden rondom de AFF opgesteld. Ze krijgen hun doelinformatie van de AFF. De AFF zoekt met zijn radar het luchtruim af naar doelen. Zodra een doel gedetecteerd wordt, bepaalt de AFF de doelcoördinaten en verzendt beveiligd naar alle Ozelots. Hierbij zorgt de AFF voor doeltoewijzing en vuurverdeling zodat niet alle Ozelots hetzelfde doel bevuren. Deze wapens van de Ozelots worden gericht en afgevuurd op de toegewezen doelen. Het gehele proces van detectie van het lucht doel door het AFF tot de lancering van de raket door de Ocelot duurt maximaal tien seconden.

##### Organisatie
De Bundeswehr beschikt over drie lichte luchtverdedigingsbatterijen: LeFlaRakBttr 100, LeFlaRakBttr 300 en LeFlaRakLBttr 610. Iedere batterij bestaat uit een batterijcommandogroep en drie pelotons.
De batterijcommandogroep beschikt over twee Wiesel 2 UF/BF’s en één Schnittstellenfahrzeug Mercedes-Benz G 7,5kN.
Ieder peloton bestaat uit vijf Wiesel 2 Ozelot’s en éém Wiesel 2 AFF. Bovendien beschikt ieder peloton over een WSA MES-2 in een Mercedes-Benz G 7,5kN.

#### Mortiersystem Wiesel

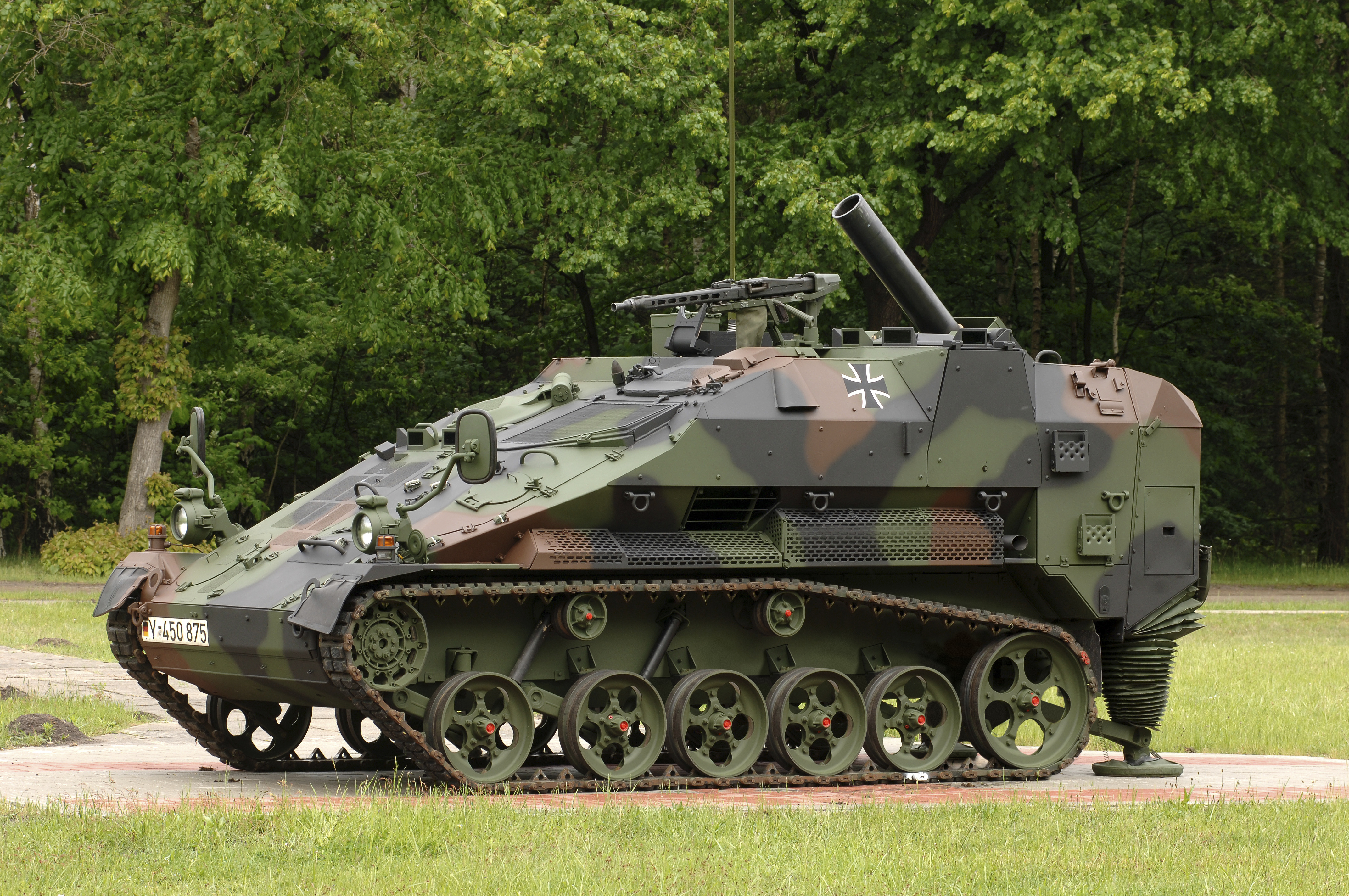
Wiesel 2 LePzMrs van het MrsKpfSys

Het mortiersysteem MrsKpfSys (Mörserkampfsystem) is een luchtmobiel vuursteunsysteem dat bestaat uit verschillende soorten voertuigen op basis van de Wiesel 2: Wiesel 2 FüFhz (Führungsfahrzeug) commandovoeringsvoertuigen (Wiesel 2 ZgTrp (Zugtrupp) pelotonscommandovoertuig en het Wiesel 2 FltTrp (Feuerleittrupp) vuurregelcentrumvoertuig de Wiesel 2 LePzMrs (Leichte Panzer Mörser) gemechaniseerde mortier. Alle voertuigen hebben, door de gewichtstoename vergeleken met de andere Wiesel 2-varianten, vier loopwielen en een span-/loopwiel. Later zijn nog de Wiesel 2 GeFUsT (Gemeinsamer Feuerunterstützungstrupp/Joint Fire Support Teams (JFST)), Wiesel 2 GeFUKS (Gemeinsamer Feuerunterstützungs Kontrollsystem/Joint Fire Support Control System (JFSCS)) en het Wiesel 2 KpFü (KompanieFührung) compagniescommandovoertuig als Wiesel 2 FüFhz variant toegevoegd.
Oorspronkelijk was het de bedoeling 38 Wiesel 2 LePzMrs gemechaniseerde mortieren aan te schaffen, plus 60 Wiesel 2 FüFhz (Führungsfahrzeug) voertuigen in diverse uitvoeringen: 17 Wiesel 2 GeFUsT, 17 Wiesel 2 FltTrp, 10 Wiesel 2 ZgTrp en 16 munitievoertuigen, hoewel als munitievoertuig in eerste instantie het ESK Mungo gepantserde wielvoertuig van Krauss-Maffei Wegmann gebruikt zou gaan worden.
Vanwege de herstructurering van het heer zijn er minder systemen geleverd dan oorspronkelijk gepland. In 2009 werden de eerste acht Wiesel 2 LePzMrs, één Wiesel 2 ZgTrp en één Wiesel 2 FltTrp besteld. Deze werden in 2011 aan de Bundeswehr geleverd. In 2015 werden nog 20 Wiesel 2 LePzMrs besteld.

Een MrsKpfSys compagnie bestaat uit een staf en twee MrsKpfSys-pelotons. Elk peloton heeft één Wiesel 2 ZgTrp, één Wiesel 2 FltTrp plus vier Wiesel 2 LePzMrs. Daarnaast heeft elk peloton een aantal munitievoertuigen.
De compagniesstaf beschikt over twee Wiesel 2 GeFUsT, één Wiesel 2 GeFUKS en één Wiesel 2 KpFü.
Wiesel 2 LePzMrs (Leichter Panzermörser)
De Wiesel 2 LePzMrs gemechaniseerde mortier is uitgerust met een 120mm mortier, een gemodificeerde variant van de Tampella/R mortier die Rheinmetall in licentie bouwt. De mortier verschiet zowel conventionele als eindgeleide munitie over een afstand van maximaal 8.000m. Het systeem kan vanuit het voertuig worden bediend en geladen. De automatische positiebepaling en richtapparatuur wordt een hoge vuursnelheid en nauwkeurigheid bereikt. Het wapen kan binnen 60s na het in stelling komen vuren. Het kan de stelling ook snel weer verlaten om anti-batterij-vuur te voorkomen. De Wiesel 2 LePzMrs is uitgerust met een MRT 86 CODU (Central Operating and Display Unit) vuurregelcomputer met GPS.
Wiesel 2 FüFhz (Führungsfahrzeuge)
- Wiesel 2 ZgTrp (Zugtrupp) pelotonscommandovoertuig
- Wiesel 2 FltTrp (Feuerleittrupp) vuurregelcentrumvoertuig. Hier wordt de doeltoewijzing gedaan en de vuurleidingsgegevens doorgestuurd naar de LePzMrs.
- Wiesel 2 GeFUsT (Gemeinsamer Feuerunterstützungstruppen/Joint Fire Support Teams (JFST)) beschikt over observatieapparatuur op een uitschuifbare mast, waaronder een hoge resolutie CCD-camera, een 3e generatie warmtebeeldcamera, een laserdoelaanwijzer (LDA) (alleen bij de grond-lucht versie) en een laserafstandsmeter (LAM). Doelen worden via geïntegreerde systemen aan de eigen eenheid of aan andere eenheden doorgegeven.
- Wiesel 2 GeFUKS (Gemeinsamer Feuerunterstützungskontrollsystem/Joint Fire Support Control System (JFSCS))
- Wiesel 2 KpFü (KompanieFührung) compagniescommandovoertuig

#### Wiesel 2 SanTrp (Gewondentransport)

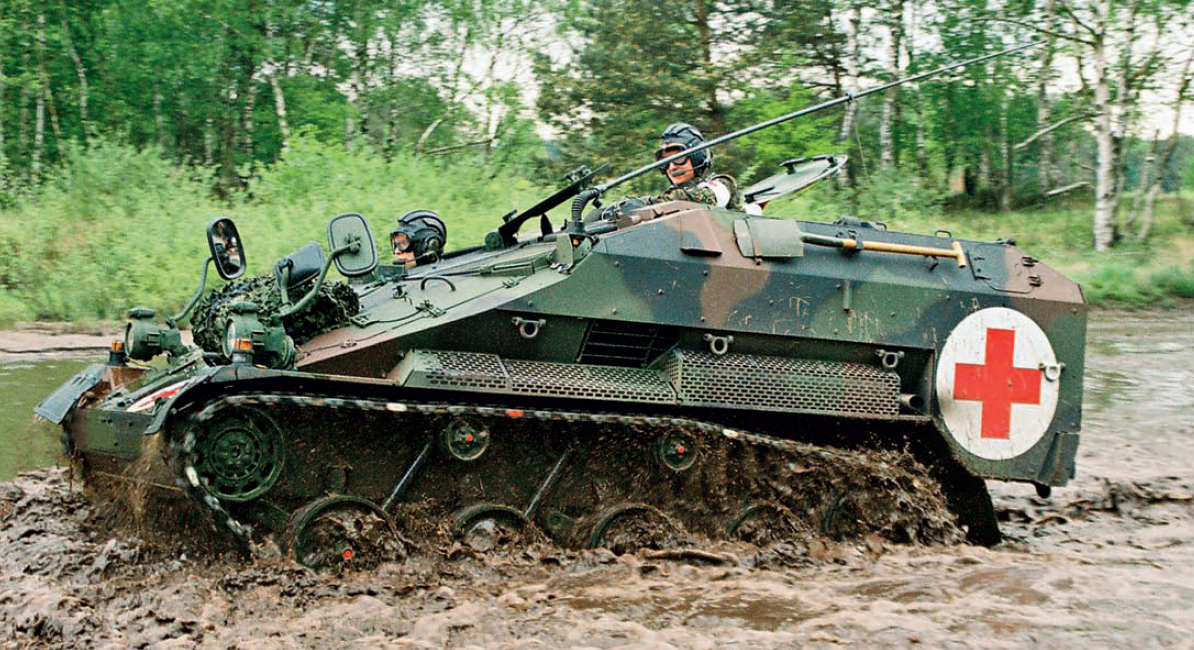
Wiesel 2 SanTrp

De Wiesel 2 SanTrp (Sanitätstrupp) is bedoeld voor het transport van gewonden over moeilijk terrein en de eerste hulp ter plekke. Er is naast de bestuurder en één militair verpleegkundige plaats voor één liggende of twee zittende gewonden. Het voertuig is conform de Eerste conventie van Genève voorzien van het Rode Kruis-tekens en heeft dus geen bewapening.

Er zijn 33 Wiesel 2 SanTrp voertuigen afgeleverd aan de Bundeswehr.

#### Wiesel 2 PiErkTrp (Genieverkenning)
De Wiesel 2 PiErkTrp (Pioniererkundungstrupp = genieverkenningsploeg) voert een rubberboot mee waarmee waterverkenningen uitgevoerd kunnen worden. Bovendien worden sprinstoffen meegevoerd en apparatuur om versperringen mee te maken.

Er zijn 8 Wiesel 2 PiErkTrp afgeleverd aan de Bundeswehr.

#### Wiesel 2 BewBefSt (Commandovoertuig)

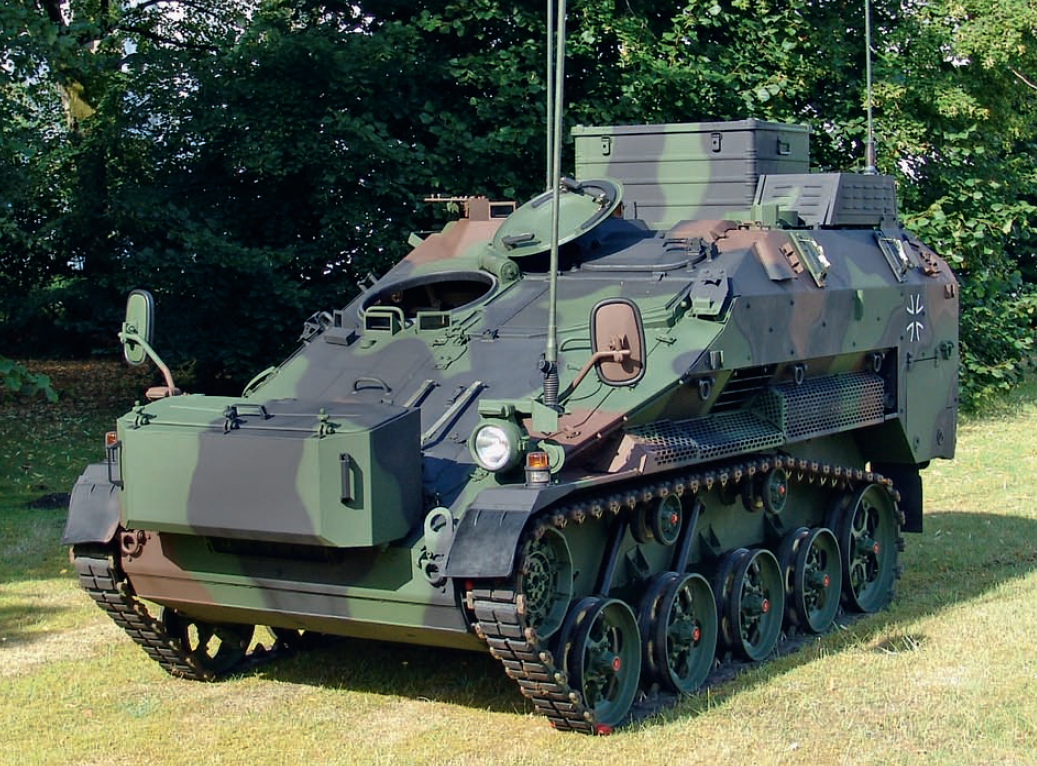
Wiesel 2 BewBefSt

De Wiesel 2 BewBefSt (Bewegliche Befehlsstelle) dient als commandopostvoertuig voor een compagnie of bataljon, en is daarom uitgerust met communicatieapparatuur.

Er zijn 32 Wiesel 2 BewBefSt afgeleverd aan de Bundeswehr.

#### Wiesel 2 concepten en prototypen
Versuchsträger 1 (VT01)

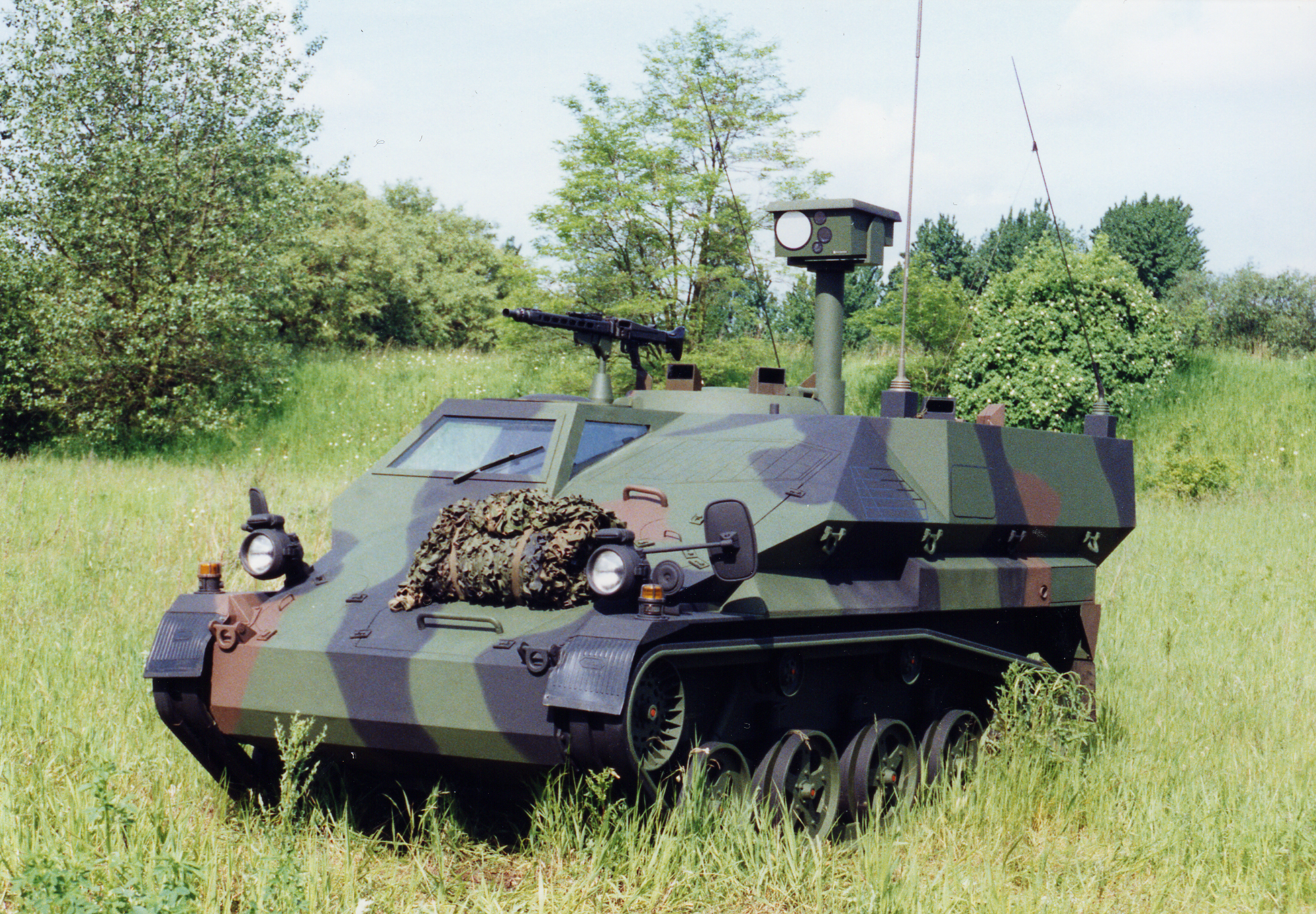
Wiesel 2 conceptstudie Argus

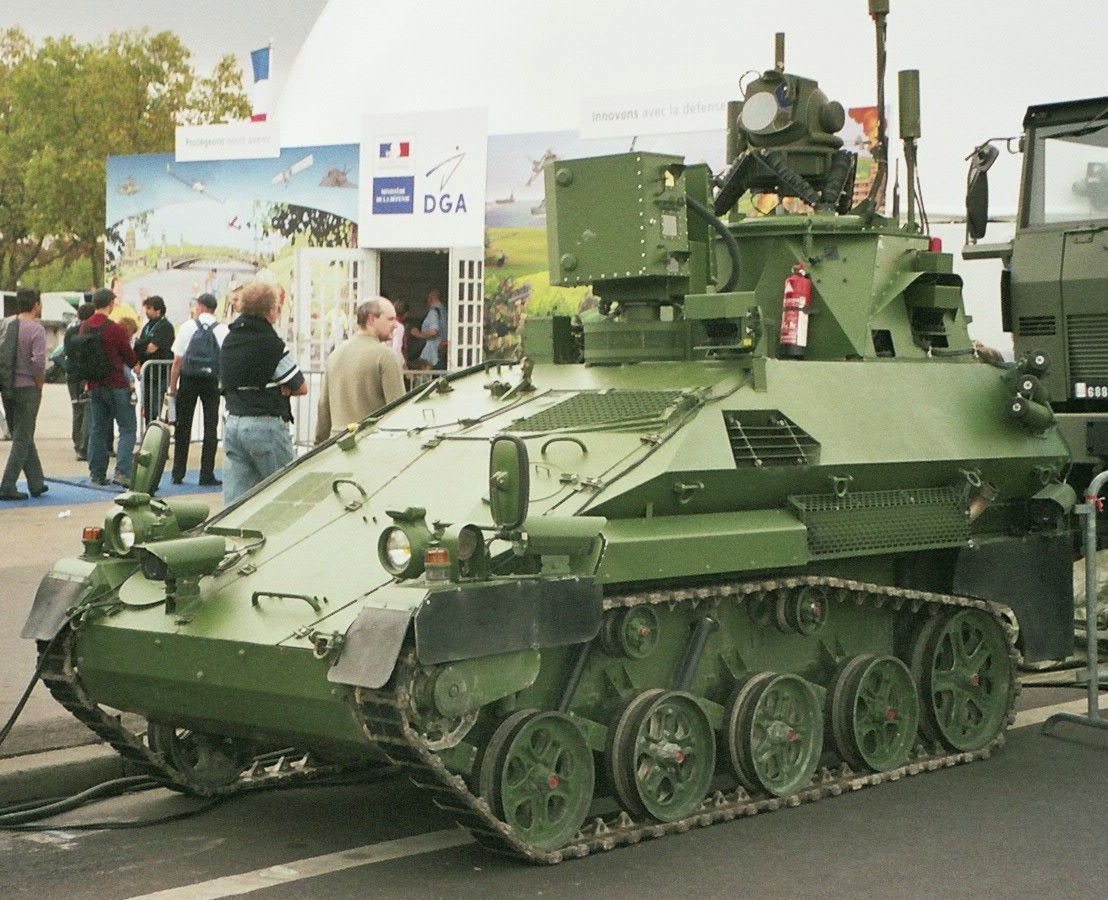
Wiesel 2 SYRANO

VT01 was de eerste Wiesel met vier loopwielen. Het voertuig was ingericht als pantserinfanterievoertuig.
Argus
Een waarnemings- en verkenningsvoertuig met observatieapparatuur op een uitschuifbare mast. Bedoeld voor langdurige observatieopdrachten en voorzien van een ergonomisch ontworpen interieur en innovatieve bedieningsconcepten.
Syrano
Het Wiesel 2-chassis werd gebruikt als basis voor het experimentele Franse SYRANO programma (“Système Robotisé d’Acquisition pour la Neutralisation d’Objectifs”). In dit programma wordt het gebruik van onbemande automatische gevechtsvoertuigen onderzocht.
Versuchsträger 2 (VT02)
VT02 is de eerste Wiesel 2 met 5 loopwielen. Het testvoertuig was een Wiesel 2 BewBefSt (Bewegliche Befehlsstelle) waarvan de romp was verlengd en was voorzien van een extra paar loopwielen.

## Technische gegevens

### Wiesel 1
| Type                          | Wiesel 1 MK                                                                                                | Wiesel 1 TOW                                                                                               | Wiesel 1 FsPz                                                                                              | Wiesel 1 SpPz                                                                                              |
| ----------------------------- | --- | --- | --- | --- |
| Soort:                        | Licht luchttransporteerbaar pantserrupsvoertuig                                                            | Licht luchttransporteerbaar pantserrupsvoertuig                                                            | Licht luchttransporteerbaar pantserrupsvoertuig                                                            | Licht luchttransporteerbaar pantserrupsvoertuig                                                            |
| Aantal:                       | 133 | 186 (16 hiervan werden omgebouwd tot Wiesel 1 SpPz)                                                        | 24 | 16 |
| Motor:                        | Audi-5-cilinder met turbo                                                                                  | Audi-5-cilinder met turbo                                                                                  | Audi-5-cilinder met turbo                                                                                  | Audi-5-cilinder met turbo                                                                                  |
| Motorinhoud:                  | 1986 cm³                                                                                                   | 1986 cm³                                                                                                   | 1986 cm³                                                                                                   | 1986 cm³                                                                                                   |
| Vermogen:                     | 64 kW (87 pk)                                                                                              | 64 kW (87 pk)                                                                                              | 64 kW (87 pk)                                                                                              | 64 kW (87 pk)                                                                                              |
| Vermogen-gewichtsverhouding   | 32,4 pk/t                                                                                                  | 30,6 pk/t                                                                                                  | ? | 27,1 pk/t                                                                                                  |
| Koeling:                      | Vloeistof                                                                                                  | Vloeistof                                                                                                  | Vloeistof                                                                                                  | Vloeistof                                                                                                  |
| Versnelling:                  | hydromechanisch Planeetwielmechanisme 3HP-22 met drie versnellingen vooruit en één achteruit               | hydromechanisch Planeetwielmechanisme 3HP-22 met drie versnellingen vooruit en één achteruit               | hydromechanisch Planeetwielmechanisme 3HP-22 met drie versnellingen vooruit en één achteruit               | |
| Loopwerk:                     | Rupsband met per zijde 2 torsiestaaf geveerde loopwielen,, 1 loop-/spanwiel, 1 toproller en 1 aandrijfwiel | Rupsband met per zijde 2 torsiestaaf geveerde loopwielen,, 1 loop-/spanwiel, 1 toproller en 1 aandrijfwiel | Rupsband met per zijde 2 torsiestaaf geveerde loopwielen,, 1 loop-/spanwiel, 1 toproller en 1 aandrijfwiel | Rupsband met per zijde 2 torsiestaaf geveerde loopwielen,, 1 loop-/spanwiel, 1 toproller en 1 aandrijfwiel |
| Lengte (totaal):              | 3545 mm | 3310 mm | 3310 mm | 3550 mm |
| Breedte (totaal):             | 1820 mm | 1820 mm | 1820 mm | 1820 mm |
| Hoogte (totaal):              | 1825 mm | 1897 mm | 1976 mm | 1838 mm |
| Bodemdruk                     | 3,6 N/cm²                                                                                                  | 3,8 N/cm²                                                                                                  | ? | 4,3 N/cm²                                                                                                  |
| Bodemvrijheid:                | 302 mm | 302 mm | 302 mm | 302 mm |
| Waadvermogen:                 | 500 mm | 500 mm | 500 mm | 500 mm |
| Overstap:                     | 1200 mm | 1200 mm | 1200 mm | 1200 mm |
| Opstap:                       | 400 mm | 400 mm | 400 mm | 400 mm |
| Max. helling:                 | 60 % | 60 % | 60 % | 60 % |
| Max. zijdelingse hellinghoek: | 30 % | 30 % | 30 % | 30 % |
| Gewicht gevechtsgereed:       | ca. 3000 kg                                                                                                | ca. 3000 kg                                                                                                | ? | ca. 3300 kg                                                                                                |
| Max. snelheid:                | >70 km/u (weg), 50 km/u (terrein)                                                                          | >70 km/u (weg), 50 km/u (terrein)                                                                          | >70 km/u (weg), 50 km/u (terrein)                                                                          | >70 km/u (weg), 50 km/u (terrein)                                                                          |
| Brandstofvoorraad:            | 80 liter (diesel)                                                                                          | 80 liter (diesel)                                                                                          | 80 liter (diesel)                                                                                          | 80 liter (diesel)                                                                                          |
| Verbruik:                     | weg: 28 liter per 100 km, terrein: 40 liter per 100 km                                                     | weg: 28 liter per 100 km, terrein: 40 liter per 100 km                                                     | weg: 28 liter per 100 km, terrein: 40 liter per 100 km                                                     | weg: 28 liter per 100 km, terrein: 40 liter per 100 km                                                     |
| Rijbereik:                    | weg: 550 km, terrein: 286 km                                                                               | weg: 550 km, terrein: 286 km                                                                               | weg: 550 km, terrein: 286 km                                                                               | weg: 550 km, terrein: 286 km                                                                               |
| Hoofdbewapening:              | 1 Snelvuurkanon 20mm MK 20 Rh 202                                                                          | TOW-2 en machinegeweer 7,62mm MG3                                                                          | geen | machinegeweer 7,62mm MG3                                                                                   |
| Munitievoorraad:              | 400 granaten                                                                                               | 5–7 projectielen                                                                                           | geen | ? |
| Bemanning:                    | 2 | 1+2 | 3 | 3 |

### Wiesel 2
| Type                          | Ozelot | BF/UF | AFF | SanTrp | PiErkTrp | BewBefSt | LePzMrs | FüFhz |
| ----------------------------- | --- | --- | --- | --- | --- | --- | --- | --- |
| Soort:                        | Licht luchttransporteerbaar pantserrupsvoertuig                                                             | Licht luchttransporteerbaar pantserrupsvoertuig                                                             | Licht luchttransporteerbaar pantserrupsvoertuig                                                             | Licht luchttransporteerbaar pantserrupsvoertuig                                                             | Licht luchttransporteerbaar pantserrupsvoertuig                                                             | Licht luchttransporteerbaar pantserrupsvoertuig                                                             | Licht luchttransporteerbaar pantserrupsvoertuig                                                             | Licht luchttransporteerbaar pantserrupsvoertuig                                                             |
| Aantal:                       | 50 | 7 | 10 | 33 | 8 | 32 | 28 | ? |
| Motor:                        | VW-4- Cilinder-TDI met uitlaatgasturbo                                                                      | VW-4- Cilinder-TDI met uitlaatgasturbo                                                                      | VW-4- Cilinder-TDI met uitlaatgasturbo                                                                      | VW-4- Cilinder-TDI met uitlaatgasturbo                                                                      | VW-4- Cilinder-TDI met uitlaatgasturbo                                                                      | VW-4- Cilinder-TDI met uitlaatgasturbo                                                                      | VW-4- Cilinder-TDI met uitlaatgasturbo                                                                      | VW-4- Cilinder-TDI met uitlaatgasturbo                                                                      |
| Motorinhoud:                  | 1896 cm³ | 1896 cm³ | 1896 cm³ | 1896 cm³ | 1896 cm³ | 1896 cm³ | 1896 cm³ | 1896 cm³ |
| Vermogen:                     | 81 kW (110 pk)                                                                                              | 81 kW (110 pk)                                                                                              | 81 kW (110 pk)                                                                                              | 81 kW (110 pk)                                                                                              | 81 kW (110 pk)                                                                                              | 81 kW (110 pk)                                                                                              | 81 kW (110 pk)                                                                                              | 81 kW (110 pk)                                                                                              |
| Koeling:                      | Vloeistof                                                                                                   | Vloeistof                                                                                                   | Vloeistof                                                                                                   | Vloeistof                                                                                                   | Vloeistof                                                                                                   | Vloeistof                                                                                                   | Vloeistof                                                                                                   | Vloeistof                                                                                                   |
| Versnelling:                  | hydromechanisch Planeetwielmechanisme 4HP-240 met vier versnellingen vooruit en één achteruit               | hydromechanisch Planeetwielmechanisme 4HP-240 met vier versnellingen vooruit en één achteruit               | hydromechanisch Planeetwielmechanisme 4HP-240 met vier versnellingen vooruit en één achteruit               | hydromechanisch Planeetwielmechanisme 4HP-240 met vier versnellingen vooruit en één achteruit               | hydromechanisch Planeetwielmechanisme 4HP-240 met vier versnellingen vooruit en één achteruit               | hydromechanisch Planeetwielmechanisme 4HP-240 met vier versnellingen vooruit en één achteruit               | hydromechanisch Planeetwielmechanisme 4HP-240 met vier versnellingen vooruit en één achteruit               | hydromechanisch Planeetwielmechanisme 4HP-240 met vier versnellingen vooruit en één achteruit               |
| Loopwerk:                     | Rupsband met per zijde 3 torsiestaaf geveerde loopwielen,, 1 loop-/spanwiel, 2 toprollers en 1 aandrijfwiel | Rupsband met per zijde 3 torsiestaaf geveerde loopwielen,, 1 loop-/spanwiel, 2 toprollers en 1 aandrijfwiel | Rupsband met per zijde 3 torsiestaaf geveerde loopwielen,, 1 loop-/spanwiel, 2 toprollers en 1 aandrijfwiel | Rupsband met per zijde 3 torsiestaaf geveerde loopwielen,, 1 loop-/spanwiel, 2 toprollers en 1 aandrijfwiel | Rupsband met per zijde 3 torsiestaaf geveerde loopwielen,, 1 loop-/spanwiel, 2 toprollers en 1 aandrijfwiel | Rupsband met per zijde 3 torsiestaaf geveerde loopwielen,, 1 loop-/spanwiel, 2 toprollers en 1 aandrijfwiel | Rupsband met per zijde 4 torsiestaaf geveerde loopwielen,, 1 loop-/spanwiel, 2 toprollers en 1 aandrijfwiel | Rupsband met per zijde 4 torsiestaaf geveerde loopwielen,, 1 loop-/spanwiel, 2 toprollers en 1 aandrijfwiel |
| Lengte (totaal):              | 4505 mm | 4106 mm | 4150 mm | 4392 mm | 4258 mm | 4258 mm | 4783 mm | 4258 mm |
| Breedte (totaal):             | 1820 mm | 1820 mm | 1820 mm | 1870 mm | 1816 mm | 1816 mm | 1870 mm | 1857 mm |
| Hoogte (totaal):              | 1915 mm | 1915 mm | 1915 mm | 1885 mm | 2144 mm | 2168 mm | 1810 mm | 1810 mm |
| Bodemvrijheid:                | 302 mm | 302 mm | 302 mm | 302 mm | 302 mm | 302 mm | 302 mm | 302 mm |
| Waadvermogen:                 | 500 mm | 500 mm | 500 mm | 500 mm | 500 mm | 500 mm | 500 mm | 500 mm |
| Overstap:                     | 1200 mm | 1200 mm | 1200 mm | 1200 mm | 1200 mm | 1200 mm | 1200 mm | 1200 mm |
| Opstap:                       | 400 mm | 400 mm | 400 mm | 400 mm | 400 mm | 400 mm | 400 mm | 400 mm |
| Max. helling:                 | 60 % | 60 % | 60 % | 60 % | 60 % | 60 % | 40 % | 40 % |
| Max. zijdelingse hellinghoek: | 30 % | 30 % | 30 % | 30 % | 30 % | 30 % | 30 % | 30 % |
| Gewicht gevechtsgereed:       | 4500 kg | 4500 kg | 4500 kg | ca. 4300 kg                                                                                                 | ca. 4100 kg                                                                                                 | ca. 4500 kg                                                                                                 | ca. 4780 kg                                                                                                 | ca. 4780 kg                                                                                                 |
| Max. snelheid:                | >70 km/u (weg), 50 km/u (terrein)                                                                           | >70 km/u (weg), 50 km/u (terrein)                                                                           | >70 km/u (weg), 50 km/u (terrein)                                                                           | >70 km/u (weg), 50 km/u (terrein)                                                                           | >70 km/u (weg), 50 km/u (terrein)                                                                           | >70 km/u (weg), 50 km/u (terrein)                                                                           | >70 km/u (weg), 50 km/u (terrein)                                                                           | >70 km/u (weg), 50 km/u (terrein)                                                                           |
| Brandstofvoorraad:            | 120 liter (diesel)                                                                                          | 120 liter (diesel)                                                                                          | 120 liter (diesel)                                                                                          | 120 liter (diesel)                                                                                          | 120 liter (diesel)                                                                                          | 120 liter (diesel)                                                                                          | 120 liter (diesel)                                                                                          | 120 liter (diesel)                                                                                          |
| Verbruik:                     | weg: 28 liter per 100 km, terrein: 40 liter per 100 km                                                      | weg: 28 liter per 100 km, terrein: 40 liter per 100 km                                                      | weg: 28 liter per 100 km, terrein: 40 liter per 100 km                                                      | weg: 28 liter per 100 km, terrein: 40 liter per 100 km                                                      | weg: 28 liter per 100 km, terrein: 40 liter per 100 km                                                      | weg: 28 liter per 100 km, terrein: 40 liter per 100 km                                                      | weg: 28 liter per 100 km, terrein: 40 liter per 100 km                                                      | weg: 28 liter per 100 km, terrein: 40 liter per 100 km                                                      |
| Rijbereik:                    | weg: 550 km, terrein: 286 km                                                                                | weg: 550 km, terrein: 286 km                                                                                | weg: 550 km, terrein: 286 km                                                                                | weg: 550 km, terrein: 286 km                                                                                | weg: 550 km, terrein: 286 km                                                                                | weg: 550 km, terrein: 286 km                                                                                | weg: 550 km, terrein: 286 km                                                                                | weg: 550 km, terrein: 286 km                                                                                |
| Bemanning:                    | 3 | 3 | 3 | 2 | 3 | 3 | 3 | 3 |

## Weblinks
- Wiesel 1 & Wiesel 2 – Informationen der Firma Rheinmetall DeTec AG
- Bundeswehr Classix: flink Flinker Wiesel (1995) (YouTube-Video der Bundeswehr)
- 60 Sekunden Bundeswehr: Wiesel (YouTube-Video der Bundeswehr, 29. November 2017)
- deutschesheer.de: Wiesel 2/ Ozelot
- 60 Sekunden Bundeswehr: Ozelot (YouTube-Video, 4. April 2018)